# Joševa, Loznica
Joševa (izvirno srbsko Јошева) je naselje v Srbiji, ki upravno spada pod Mesto Loznica; slednje pa je del Mačvanskega upravnega okraja.

## Demografija
V naselju živi 847 polnoletnih prebivalcev, pri čemer je njihova povprečna starost 37,4 let (35,9 pri moških in 38,9 pri ženskah). Naselje ima 350 gospodinjstev, pri čemer je povprečno število članov na gospodinjstvo 3,20.
To naselje je, glede na rezultate popisa iz leta 2002, večinoma srbsko, v času zadnjih treh popisov pa je opazno zmanjšanje števila prebivalcev.
|  |

| Demografija | Demografija     | Demografija     |
| Leto        | Št. prebivalcev | Št. prebivalcev |
| ----------- | --------------- | --------------- |
|             |                 |                 |
|             |                 |                 |
|             |                 |                 |
|             |                 |                 |
| 1948        | 1245            |                 |
| 1953        | 1329            |                 |
| 1961        | 1346            |                 |
| 1971        | 1190            |                 |
| 1981        | 1228            |                 |
| 1991        | 1207            | 1162            |
| 2002        | 1266            | 1123            |
|             |                 |                 |

| Etnična sestava po popisu iz leta 2002 | Etnična sestava po popisu iz leta 2002 | Etnična sestava po popisu iz leta 2002 | Etnična sestava po popisu iz leta 2002 | Etnična sestava po popisu iz leta 2002 |
| -------------------------------------- | -------------------------------------- | -------------------------------------- | -------------------------------------- | -------------------------------------- |
| Srbi                                   | Srbi                                   |                                        | 977                                    | 86,99%                                 |
| Romi                                   | Romi                                   |                                        | 143                                    | 12,73%                                 |
| Neznano                                | Neznano                                |                                        | 1                                      | 0,08%                                  |